# Aeonium aguajilvense
Aeonium aguajilvense là một loài thực vật có hoa trong họ Crassulaceae. Loài này được Bañares miêu tả khoa học đầu tiên năm 1996.